# Luigi Conforti
Luigi Conforti (Torino, 29 dicembre 1854 – Napoli, 30 aprile 1907) è stato un poeta, critico letterario e saggista italiano.

## Biografia
Figlio del giurista e politico Raffaele, si è laureato in giurisprudenza all'Università di Siena, studiando poi lettere nell'Istituto di Studi Superiori di Firenze. Si è segnalato soprattutto per versi e liriche che fondevano elementi romantici e motivi carducciani espressi nell'amore per il pagano, ma con esiti non sempre apprezzabili. Sia in Pompei (1888), il suo poema preferito, calderone di canti poetici, gesta di antichi lottatori e disquisizioni filosofiche, sia nelle sue poesie, quali Esperia (1889), I dodici Cesari (1902), La Spiaggia delle Sirene (1905) e Sibari (1907), ha mostrato il connubio tra ricerca storica e culto della bellezza, a testimonianza della sua stessa esperienza e dei suoi medesimi interessi.
Segretario del Museo Nazionale di Napoli, è stato tra i fondatori del periodico «Napoli Nobilissima», pubblicandovi diversi lavori, fra i quali quelli sulle fontane storiche napoletane di Mezzocannone (che ha dato il nome all'omonima via), di Formello e di Spinacorona. È stato anche direttore della «Cronaca partenopea», un periodico illustrato di letteratura ed arte. Ha, inoltre, scritto saggi storici, in particolare sulla Rivoluzione Napoletana del 1799, e alcune guide storico-artistiche e archeologiche di Napoli e degli scavi archeologici di Pompei e di Ercolano, anche tradotte in altre lingue. Il suo ultimo contributo, dedicato alla storia di Napoli e pubblicato poco prima di morire su «Emporium», ha riguardato le Catacombe di San Gennaro.

## Opere principali

### Poemi e Poesie
- Pompei, scene, Pierro, Napoli 1888.
- Esperia, Vecchi, Trani 1889.
- Poema dei baci, Pierro, Napoli 1892.
- Poema della passione: beviario d'amore, Chiurazzi, Napoli 1898.
- Pompei, Sonzogno, Milano 1899.
- I dodici Cesari: visioni pagane, D'Auria, Napoli 1902.
- La spiaggia delle sirene, Marzano, Napoli 1905 (II ed. 1910).
- Sibari: leggende e fantasie, Pironti, Napoli 1907.

### Saggistica
- Napoli nel 1799: critica e documenti inediti, De Falco, Napoli 1886.
- I napoletani a Lepanto: ricerche storiche, Casa editrice artistico-letteraria, Napoli 1886.
- Napoli dal 1789 al 1796, con documenti inediti, Anfossi, Napoli 1887.
- Napoli nel 1799: critica e documenti inediti, Napoli, Ernesto Anfossi, 1889.
- Napoli dalla pace di Parigi alla guerra del 1798: con documenti inediti, Anfossi, Napoli 1889.
- La Repubblica napoletana e l'anarchia regia (1799): narrazioni, memorie, documenti inediti, Pergola, Avellino 1890.

### Guide
- Le musée national de Naples, Chiurazzi, Napoli 1897 (anche in ed. in inglese e tedesco 1899).
- con Salvatore Di Giacomo, Guida generale di Napoli, Pompei, Ercolano, Pesto, Stabia, Campi flegrei, musei, i quartieri di Napoli, fognatura, risanamento, Napoli nuova, Morano, Napoli 1893 (II ed. 1895, rifatta nel 1899), poi semplicemente nella variante di Guida di Napoli e dintorni (anche in francese nel 1899)